# Гранберг, Каролина
Каролина Гранберг (швед. Carolina Desideria Granberg; 31 марта 1818 — 2 октября 1884) — шведская балерина.

## Биография
Каролина Гранберг родилась в Стокгольме в 1818 г.
С 1834 г. Каролина училась танцу у Софи Дагин. С 1838 по 1855 гг. она была прима-балериной Королевского балета Швеции. Вместе с Софи Дагин, Адольфиной Фегерстедт и Шарлоттой Альм считалась одной из ведущих танцовщиц шведского балета середины XIX в. С Адольфиной Фегерстедт и Каролиной Эк она танцевала в балете «Три грации» в постановке Андерса Селиндера в роли Аполлона. Также известны её роли в балетах Robert, Pas de cinq, и танец качуча в её исполнении.
Сообщается, что Каролина брала уроки мастерства у Марии Тальони, когда та в 1841 г. с гастролями посетила Стокгольм.
В 1840 г. Каролина вышла замуж за Фридриха Морица Фрибеля, гобоиста придворной капеллы. Сведения о её детях не сохранились. В 1855 г. Каролина Фрибель покинула балетную сцену с полной королевской пенсией, что в те времена уже стало традицией. Каролину Фрибель называли сильфом и отзывались о ней как об одной из выдающихся танцовщиц. Ушла из жизни в 1884 г.